# Apatania momoyaensis
Apatania momoyaensis là một loài Trichoptera trong họ Apataniidae. Chúng phân bố ở miền Cổ bắc.